# Pinus armandii var. mastersiana
Pinus armandii var. mastersiana (Hayata) Hayata, 1908, è una rara varietà naturale di P. armandii appartenente alla famiglia delle Pinaceae, endemica delle catene dello Yu Shan e dello Alishan, nella parte centrale di Taiwan.

## Etimologia
Il nome generico Pinus, utilizzato già dai latini, potrebbe, secondo un'interpretazione etimologica, derivare dall'antica radice indo-europea *pīt = resina. Il nome specifico armandii fu assegnato in onore di Armand David, padre missionario in Cina e botanico francese. L'epiteto mastersiana venne assegnato in onore del botanico inglese Maxwell Masters, scopritore di molte conifere cinesi.

## Descrizione
Di dimensioni più contenute rispetto alla varietà più comune di P. armandii, può raggiungere i 20 m di altezza con diametro del tronco di 1 m; i virgulti sono glabri, di colore grigio-marrone. Gli aghi sono affasciati in numero di 5, lunghi 8-15 cm, di colore verde brillante e con 3 canali resiniferi. Gli strobili maschili sono snelli, cilindrici e lunghi 2-3 cm; le pigne, lunghe 10-20 cm e larghe fino a 8 cm, sono ovoidali con punte acute. I macrosporofilli sono rombici, lunghi 3 cm; i semi sono ovoidali, privi di parte alata, e lunghi 8-12 mm.

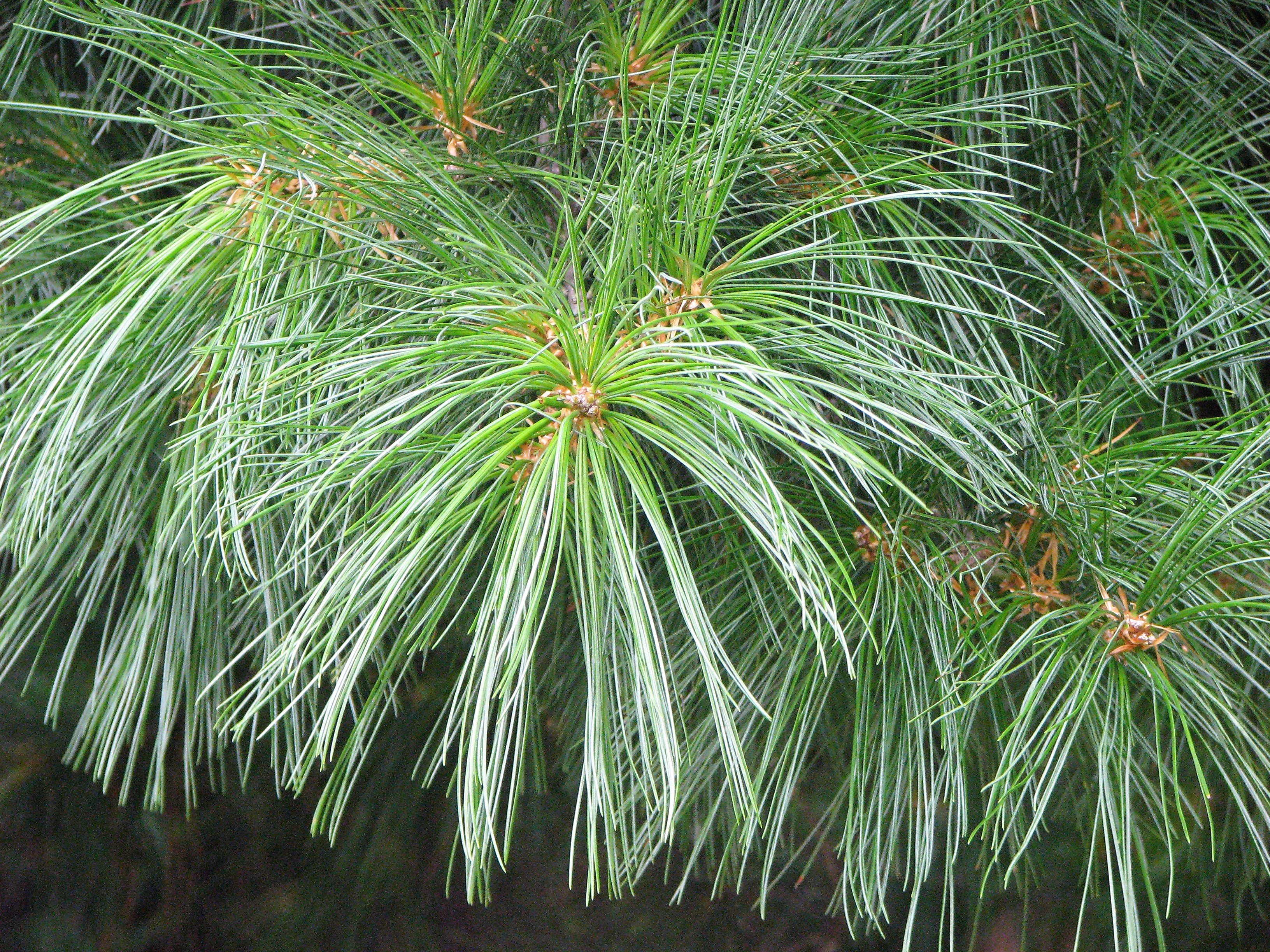
Fogliame
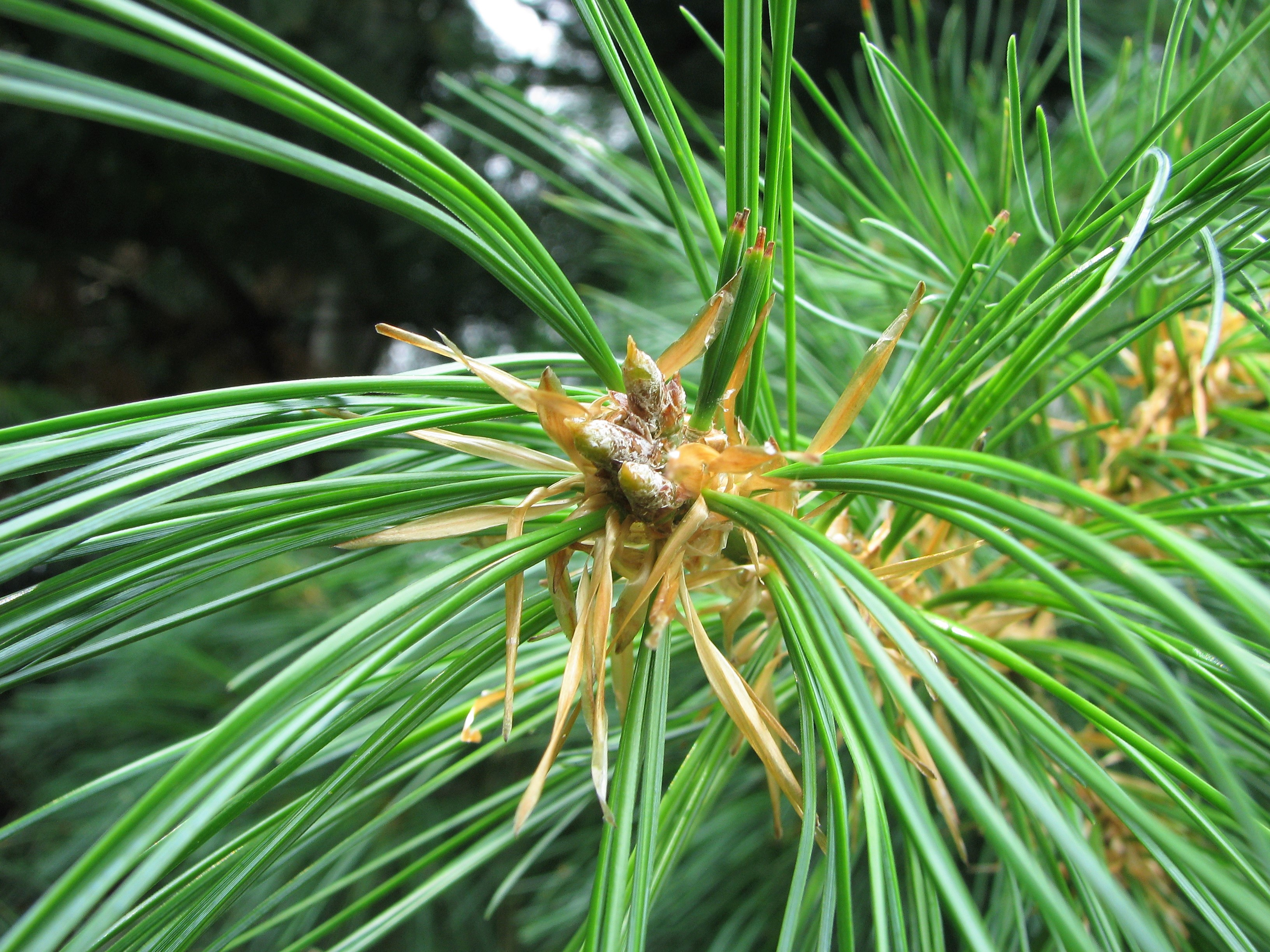
Aghi e gemme
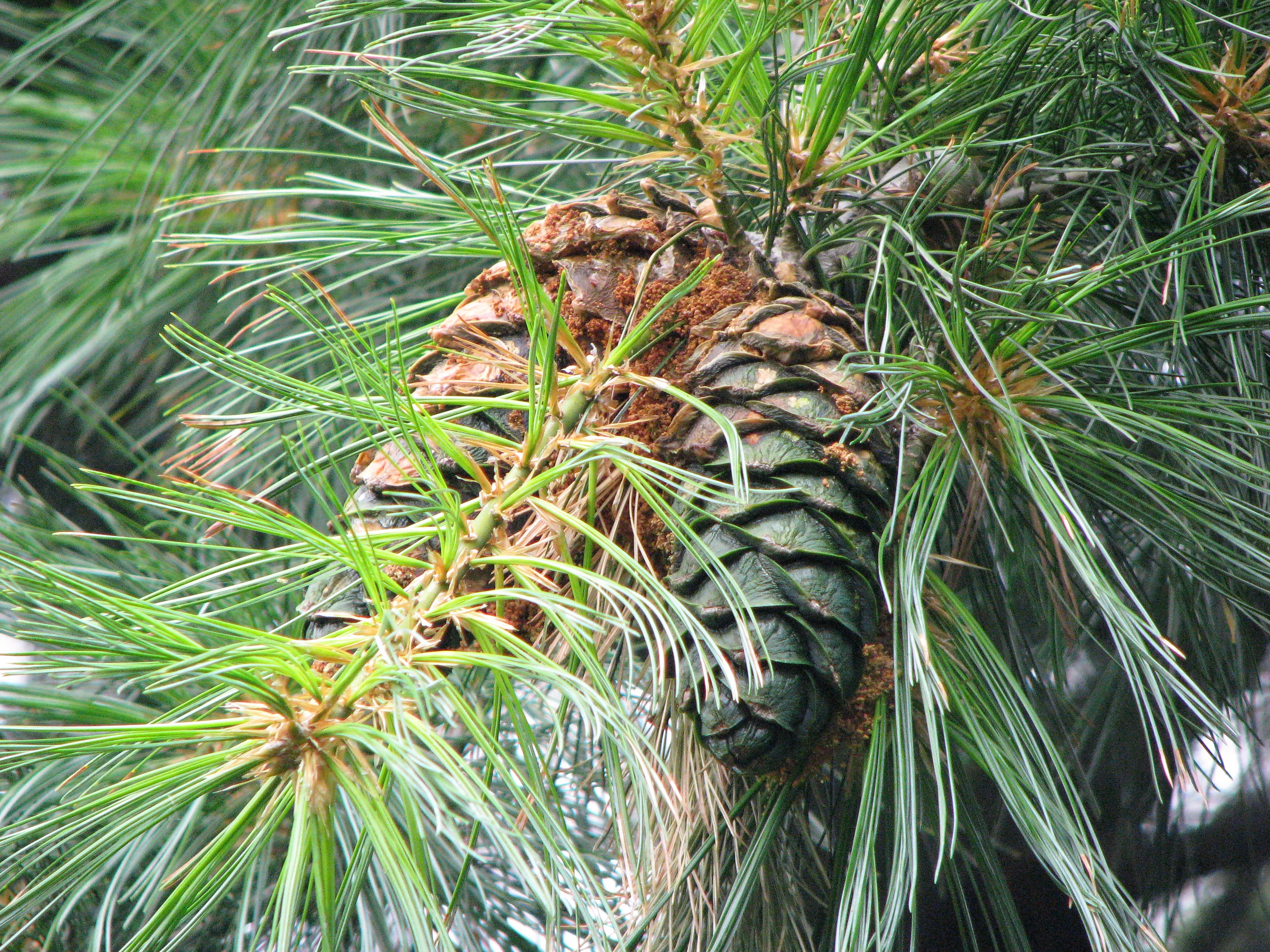
Pigne in maturazione
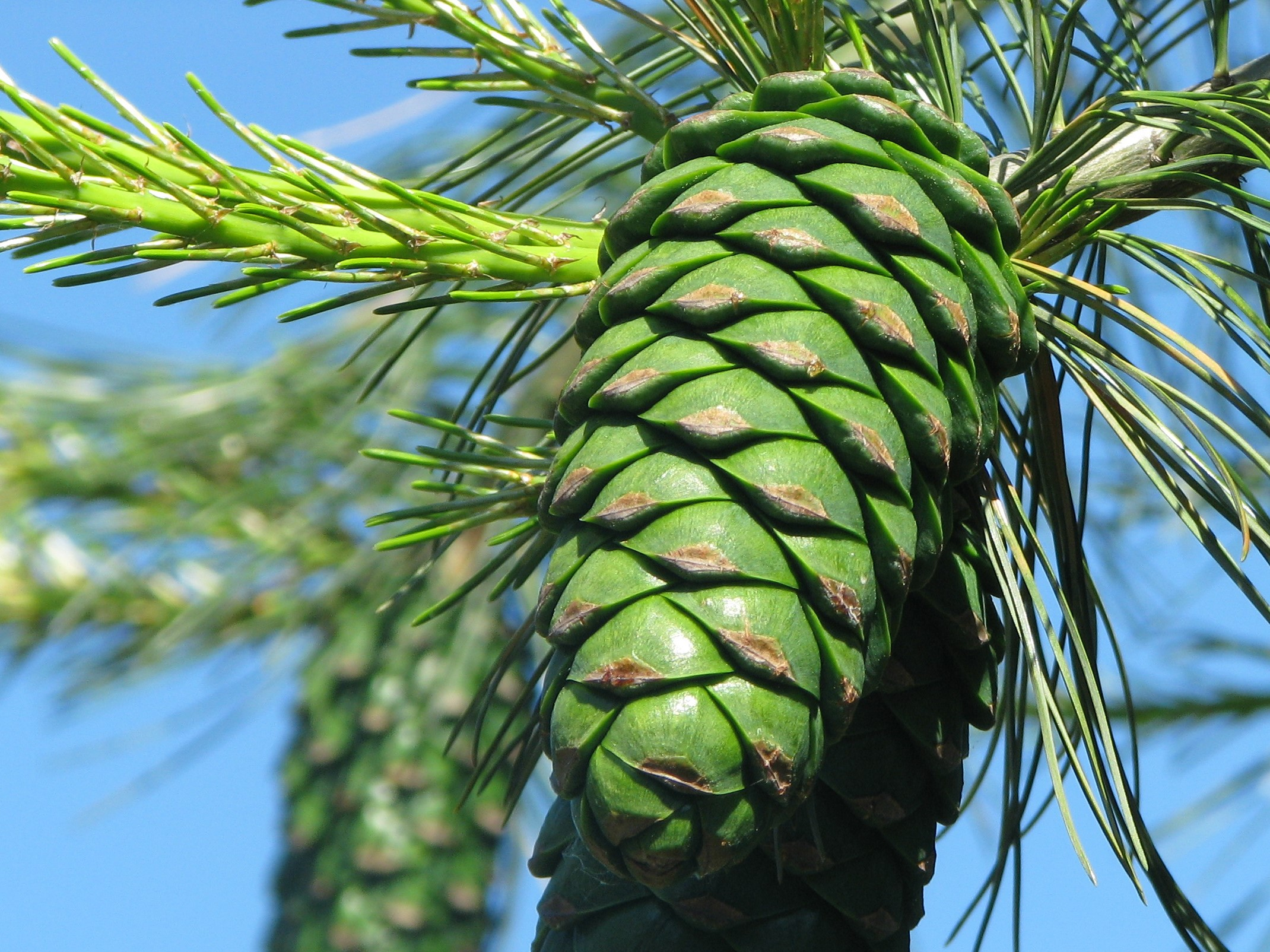
Pigna immatura in primo piano

## Distribuzione e habitat
Vegeta dai 1800 ai 2800 m, in foreste miste in associazione con Tsuga chinensis, Pinus taiwanensis; nel sottobosco si annoverano Acer morrisonense, Rhododendron rubropilosum, Viburnum parvifolium e specie del genere Ilex.

## Tassonomia

### Sinonimi
Sono riportati i seguenti sinonimi:
- Pinus mastersiana Hayata
- Pinus armandii subsp. mastersiana (Hayata) Businský

## Usi
Il legno è di ottima qualità, ma a causa della disponibilità molto limitata e delle politiche di conservazione, riveste solo una importanza locale.

## Conservazione
Con un areale primario stimato in 75 km² e uno secondario stimato in 737 km², frazionati in sole 3 località, questa varietà viene classificata come specie in pericolo nella Lista rossa IUCN, anche e soprattutto a causa della deforestazione che si è ridotta ma non è ancora cessata.